# Хорватский национальный театр
Хорватский национальный театр в Загребе (хорв. Hrvatsko narodno kazalište u Zagrebu; известна также аббревиатура HNK Zagreb) — национальный театр в столице Хорватии, городе Загребе, старейшая и главная оперная и театральная сцена, значительный культурный центр страны. Выстроен в стиле необарокко.
Театром владеет и управляет Министерство культуры Хорватии.

## История
Театр развился из первого городского театра в Загребе, построенного в 1836 году, который располагается сегодня в здании «Старой ратуши».
В качестве Хорватского национального театра он был основан в 1860 году, а уже на следующий год заведение получило государственную поддержку, что поставило его в один ряд со многими другими европейскими национальными театрами.
В 1870 году в театре появилась собственная постоянная оперная труппа.
В 1895 году Хорватский Национальный театр переехал в новое специально построенное здание на площади Хорватской Республики в центре города Загреба, где базируется сегодня. Австро-венгерский император Франц Иосиф I присутствовал на церемонии открытия нового здания. Само здание было проектом знаменитых венских архитекторов Фердинанда Фельнера и Германа Гельмера, архитектурное бюро которых построило целый ряд театров в Центральной и Восточной Европе. Празднование 100-летия здания Хорватского Национального театра было с размахом проведено 14 октября 1995 года.
В 1905 году у входа в театр известный хорватский художник и скульптор Иван Мештрович сделал знаменитый фонтан «Источник Жизни».
В Хорватском Национальном театре работало немало лучших ведущих национальных художников. Так, первым дирижером театра был Иван Зайц, оперным дирижером театра 35 лет (1923 — 58) был Яков Готовац; в театре начали свой творческий взлет хорватский режиссёр Бранко Гавелла и хорватская прима—балерина Mиa Славенска (Чорак).
На сцене и в стенах загребского Национального театра также выступали многие международные «звезды» оперы, балета, театра и кино, среди которых: Ференц Лист, Сара Бернар, Франц Легар, Рихард Штраус, Жерар Филип, Вивьен Ли, Жан-Луи Барро, Питер Брук, Марио дель Монако, Хосе Каррерас, Мария Црнобори.
Самой юной актрисой в истории театра была Леа Дайч.